# Paul Costello
Paul Vincent Costello (Filadelfia, 27 dicembre 1894 – Filadelfia, 17 aprile 1986) è stato un canottiere statunitense.

## Palmarès

### Olimpiadi
- Oro a Anversa 1920 nel due di coppia.
- Oro a Parigi 1924 nel due di coppia.
- Oro a Amsterdam 1928 nel due di coppia.

### Gold Cup Challenge
- Oro a Filadelfia 1924 nel singolo.